# 弗登鎮區 (明尼蘇達州艾特金縣)
弗登鎮區（英語：Verdon Township）是位於美國明尼蘇達州艾特金縣的一個行政鎮區。

## 地方資料
弗登鎮區的面積為93.80平方千米，當中陸地面積為92.60平方千米，而水域面積為1.20平方千米。根據2020年美國人口普查的數據，當地共有人口40人，而人口密度為每平方千米0.43人。